# Gero Zambuto
Gero Zambuto (Grotte, 14 de abril de 1887 - Bassano del Grappa, 11 de enero de 1944) fue un actor, doblador y director italiano padre del también actor Mauro Zambuto.
Fue uno de los pioneros del cine mudo italiano, dirigió la primera película interpretada por Totò,  Fermo con le mani! de 1937. Además, en los primeros años del sonido, fue la voz de Wallace Beery y W.C. Fields. Como actor de doblaje participó también en la película de animación Blancanieves y los siete enanitos de 1938.
- Datos: Q3761183